# Microphone Mafia
Microphone Mafia (früher TCA the Microphone Mafia bzw. TCA Microphone Mafia) ist eine deutsch-türkisch-italienische Rapgruppe, die sich 1989 in Köln formierte. TCA bestand ursprünglich aus vier Schulfreunden.

## Geschichte
Microphone Mafia wurde 1989 als TCA the Microphone Mafia von vier Schulfreunden in Köln-Flittard gegründet. Zeitweise bestand die Band auch aus sechs Mitgliedern, wobei Beatboxer Önder, Produzent Pierro und der erste DJ Arni  jedoch kurz darauf aufhörten. TCA stand für „Therapy Contra Animosity“ (Therapie gegen Feindseligkeit). Der Name war von Gründungsmitglied Dennis „Dio“ Morel beeinflusst, der gerade etwas Zeit in den Vereinigten Staaten verbracht hatte und von N.W.A beeinflusst war. Die Band begann zunächst auf Englisch zu rappen. Sie organisierte Partys und Jams in Köln und Umgebung.
1991 präsentierte sich die Band erstmals im klassischen Line-up mit den drei Rappern Dennis „Dio“ Morel, Kutlu „Little Asia“ Yurtseven und „Segnore“ Rossi Pennino. Hauptmerkmal der Gruppe war zu Beginn die gleichzeitige Verwendung der Sprachen Deutsch, Italienisch, Neapolitanisch, Türkisch und Englisch. 1991 erfolgte auch ihr erster großer Auftritt auf dem We-are-Family‐Jam, präsentiert vom Stadtmagazin StadtRevue, an dem auch Rude Poets, Advanced Chemistry aus Heidelberg und Die Coolen Säue (damals unter dem Namen Cologne Rap Association) aus Köln teilnahmen.
1992, unter den Eindrücken der Ausschreitungen in Rostock-Lichtenhagen, politisierte sich die Band, deren Mitglieder vor allem aus Gastarbeiterfamilien stammen, zunehmend. 1993 beteiligte sie sich am Doppelalbum Hip Hop Hurra! Rap gegen Rechts vom Stadtmagazin Prinz, das gegen den zunehmenden Rechtsruck ein Zeichen setzen wollte. Im gleichen Jahr waren sie auch auf SOS Deutschland! Stop Faschismus! Stop Rassismus! vom Label Day-Glo Records vertreten, dort zusammen mit dem türkischen Rapper Bülent Eskimez.
1994 veröffentlichte TCA the Microphone Mafia die ersten beiden Singles No! und Hand in Hand bei Sony Music. Letzterer ging aus einer Initiative des Vereins Medien gegen Rassismus hervor, der die Band bat, einen antirassistischen Fernsehclip zu veröffentlichen. Dieser wurde im deutschsprachigen Fernsehen gezeigt. Hand in Hand wurde 1995 auch Titeltrack einer Kompilation von Sony Music, an der sich unter anderem auch Die Fantastischen Vier, Fettes Brot und Advanced Chemistry beteiligten. Der dazu produzierte Clip wurde jedoch nicht auf VIVA gezeigt. Kurz darauf verließ ihr A&R-Manager Sony und die Band wurde ebenfalls aus ihrem Vertrag entlassen.
1996 erschien ihr erstes Album Vendetta (1996) über Day-Glo Records (im Vertrieb von SPV). Das Album, das Musik in drei Sprachen enthielt, wurde auch in der Türkei verkauft, wo es als Kassette und CD über ADA Müzik erschien, mit einem deutlich höheren Anteil an türkischer Sprache.
Die erste Singleauskopplung des Albums Vendetta Say What wurde trotz eines medialen Interesses an dem interkulturellen Aspekt der Band nicht im Radio gespielt. Der deutsche Musiksender VIVA zeigte sich auch diesmal wenig interessiert an diesem Projekt: Das in Istanbul gedrehte Video zu dem Song wurde nur zweimal gespielt.
Nach dem Misserfolg des ersten Albums ging die Gruppe dazu über, nur noch in deutscher Sprache zu arbeiten. Es gelang der Band bei chloedwig, einer Tochter der BMG, unterzukommen, wo ihr zweites Album Microphonia erschien, das sich nun weniger auf Multikulti bezieht, sondern mehr auf orchestrale Arrangements und härtere Texte setzt.

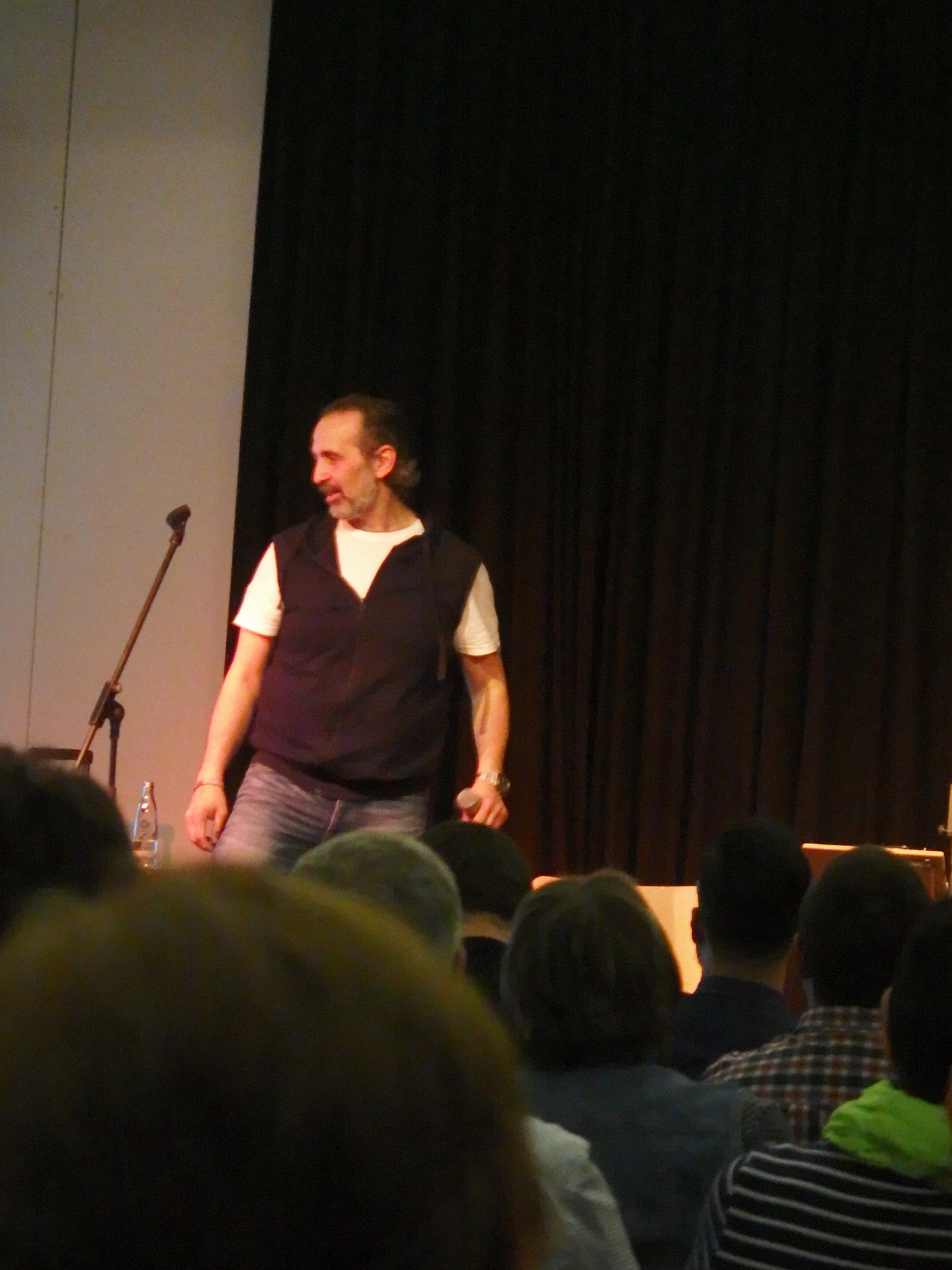
Kutlu Yurtseven (2018)

Erste Singleauskopplung wurde Die Farbe des Geldes, die sich auf die CDU-Spendenaffäre bezieht. Auch bei BMG lief es für die Gruppe nicht rund und auch diese Single wurde weder im Radio noch im Musikfernsehen gespielt.
Schließlich gründete die Band ihr eigenes Label: Al Dente Recordz mit Sitz in Köln. Das Label arbeitete eng mit Pirate Records zusammen. Erste Veröffentlichung wurde 2001 der Sampler Buon Appetito. Als Titelsong wurde ein Posse Cut zusammen mit vielen Freunden eingespielt.
Zwischenzeitlich veröffentlichte die Gruppe als Microphone Mafia mehrere Alben und Maxi-Singles und publizierte u. a. zusammen mit BAP auch eine Maxi gegen Rechtsradikalismus unter dem Titel Arsch huh, Zäng ussenander! (d. h.: Arsch hoch, Zähne auseinander), über die überregional berichtet wurde. Beim ersten „Arsch huh, Zäng ussenande“-Konzert noch im Publikum, gehörten sie zu den Gründungsmitgliedern der Arsch huh AG und beteiligten sich auch 2002 an der Neuauflage zum zehnjährigen Jubiläum, wo sie Wann jeit d'r Himmel widder op von Die Höhner coverten.
Nach dem Album Infernalia stieg Morel aus. Anschließend machten Önder Bardakci, Yurtseven und Pennino als Trio weiter. Über Al Dente Recordz erschien auch das Crewalbum La Resistance,  wobei der Titel sowohl als Crewname als auch als Albumname fungierte. Das Projekt besteht aus den Mitgliedern von Anarchist Academy, Callya, Meditias, Microphone Mafia, Lotta C und Chaoze One.

## Zusammenarbeit mit Esther Bejarano

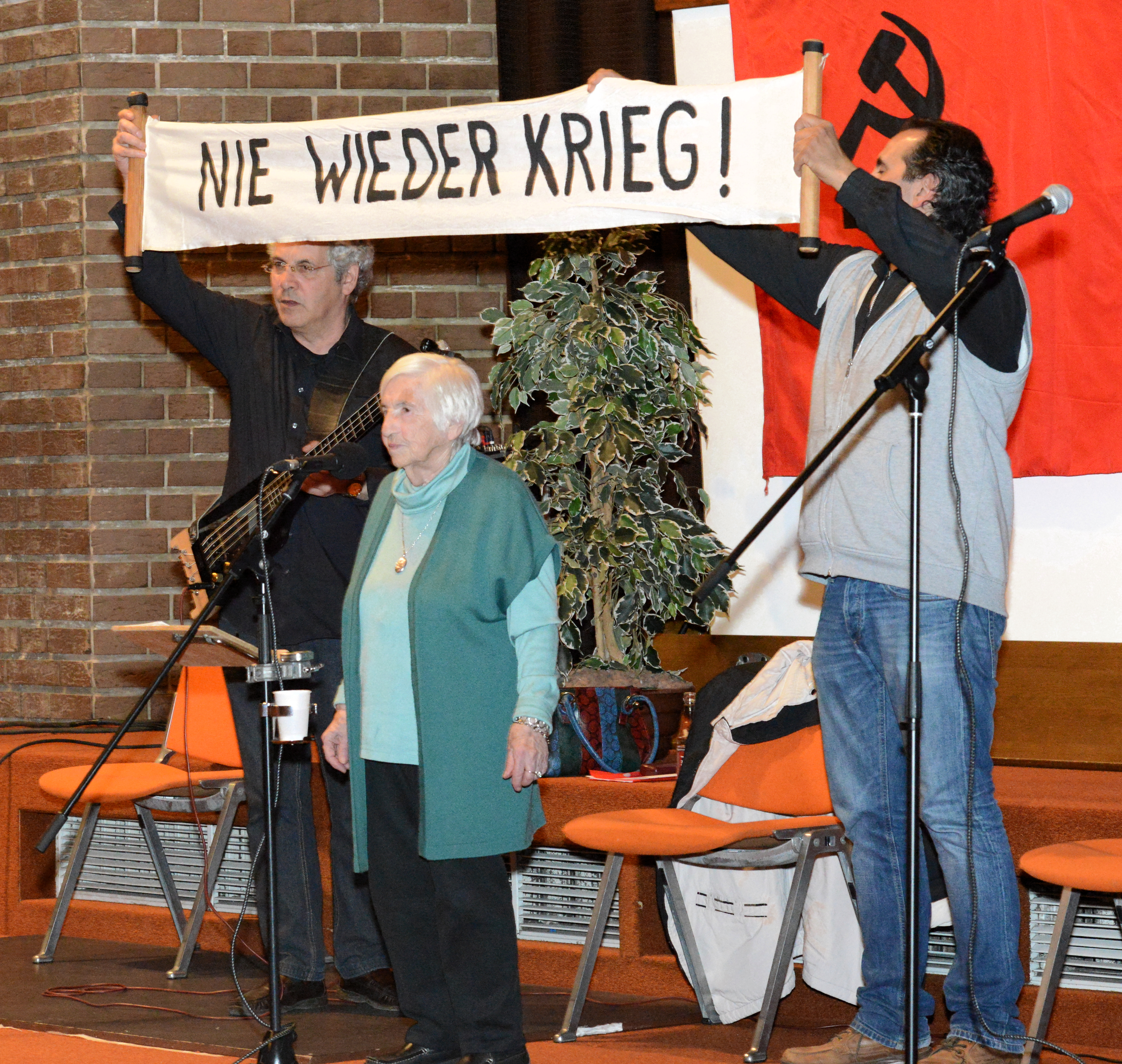
Esther Bejarano mit Sohn Joram und Kutlu Yurtseven 2015

2007 nahm Kutlu Yurtseven Kontakt mit der Holocaustüberlebenden Esther Bejarano auf, um ein musikalisches Projekt zusammen zu starten. Hintergrund war das Projekt Schulhof-CD der Freien Kameradschaften und der NPD, bei dem Gratis-CDs mit rechter Musik auf Schulhöfen verteilt wurden. Im Rahmen der Kampagne schlauer statt rechts wollten die Arbeiterjugendverbände DGB-Jugend NRW, Sozialistische Jugend Deutschlands – Die Falken  NRW, das Landesjugendwerk der AWO NRW und die Naturfreundejugend NRW eine Multimedia-CD dagegen setzen.
Die ersten gemeinsamen Proben waren erfolgreich und schnell beschlossen auch Bejaranos Kinder Edna Bejarano, ehemalige Sängerin der Band Rattles sowie Joram Bejarano sich an dem Projekt zu beteiligen. Beide spielten schon in der Band Coincidence mit ihrer Mutter antifaschistische Lieder ein. Die fünf Mitglieder nahmen Lieder beider Bands auf  sowie Lieder der Arbeiterbewegung wie Bella Ciao, aber auch die Ballade von der Judenhure Marie Sanders (Bertolt Brecht) und jüdische Volkslieder und überarbeiteten sie mit zeitgemäßen Texten. Der erste Teil ihrer Zusammenarbeit erschien auf der Anti-Schulhof-CD Musik als Sprachrohr, die kostenlos bestellt werden konnte.
2009 erschien das Album Per la Vita über Mad Butcher Records und Al-Dente Recordz, das elf Lieder enthielt. Im Anschluss spielte die Band mehr als 170 Konzerte in unterschiedlicher Besetzung. Die Auftritte waren zweigeteilt: zunächst las Esther Bejarano einen Teil ihrer Biografie vor, anschließend betraten die Musiker die Bühne und der Hip-Hop-Part begann.
2013 wurde die Zusammenarbeit mit La Vita Continua fortgesetzt. Allerdings beteiligten sich Edna Bejarano und Önder Bardakci nicht mehr an dem Album, das 12 Lieder plus einen Live-Bonus-Track enthielt. Auf der anschließenden Tournee war auch Rossi Pennino nicht mehr beteiligt, der als Koch arbeitete und die nötige Zeit nicht mehr hatte.
2017 reiste die Gruppe nach Kuba. Ein Bildband dokumentierte die Konzertreise.

## Diskografie

### Als TCA the Microphone Mafia
Alben
- 1996: Vendetta (Day-Glo Records, SPV)

Singles
- 1993: No! (Dragnet Records/Sony Music)
- 1995: Hand in Hand (Dragnet Records/Sony Music)
- 1996: Say What (Day-Glo Records)
- 1997: Ciao Ragazzi (:chlodwig)

Kompilationsbeiträge
- 1993: International Style (Therapie Mix) auf Hip Hop Hurra! Rap Gegen Rechts
- 1993: Insanlar auf SOS Deutschland! Stop Rassismus! Stop Faschismus!
- 1994: Kauft mehr Platten auf Schützt die Rille
- 1999: In einem Land vor unserer Zeit auf  Vorwärts und nicht vergessen! (2)

### Als Microphone Mafia
Alben
- 1999: Microphonia (:chlodwig)
- 2002: Infernalia (Pirate Records, Al Dente Recordz)
- 2003: Lotta Continua (Kompilation, Al Dente Recordz)
- 2006: Testa Nera (Al Dente Recordz)

Singles
- 1999: Irgendwann ist alles zu spät (:chlodwig)
- 2000: Die Farbe des Geldes (:chlodwig)
- 2002: Heiß wie die Hölle (feat. Chicken George) (Al Dente Recordz)
- 2002: Combatto Mondiale (Pirate Records/Al Dente Recordz)

Kompilationsbeiträge
- 2001: Zeichen an der Wand auf Buon Appetito
- 2002: Wann jeit d'r Himmel widder op auf Heimatklänge – Zehn Jahre "Arsch Huh"
- 2002: Vendetta 2002 (Bigg Tune RMX) auf Global Hip Hop Tunes
- 2004: Tscherkessenlied auf Es war in Schanghai (Kölner Bands interpretieren Lieder der Edelweißpiraten)
- 2005: Eski Dostlar Icin auf Maxim Memorial Sampler
- 2006: Bella Ciao und Wir können auch anders auf Macht ist Wissen

Gastbeiträge
- 2003: Kalte Zeiten mit Chaoze One auf Rapression (Twisted Chords)
- 2001: Dieser Song gehört uns mit [KA] (Single, 3 Finger Records)
- 2002: Kingztanbul auf Kingstanbul von Makale (Barraka El Farnatshi)
- 2002: Mahomafya  auf Hedef 12, Rapor 2 Ve Şimdi… (Zihni Müzik)
- 2004: Fühlt das mit Straßenkinda auf Who’s dat? (Al Dente Recordz)
- 2005: Generationentreffen auf Die Platte des Jahres von De Lee Khan (Ebeni Records)
- 2006: Bauchredner auf Zwischen den Stühlen von Kopfhörer (Al Dente Recordz)
- 2007: Back in the Days auf Fame von Chaoze One (Twisted Chords)
- 2009: La Resistance – La Resistance (Projekt zusammen mit unter anderem Anarchist Academy und Chaoze One)
- 2011: Bassneval auf Bassneval von Eigelstein Royal (Basspräsidium Records)

### Mit Esther Bejarano
Alben
- 2009: Per la Vita (Mad Butcher Records)
- 2013: La Vita Continua (Al Dente Recordz)

Kompilationsbeiträge
- 2008: Musik als Sprachrohr (Gratis-CD der Kampagne schlauer statt rechts)
- 2010: Schlachthof auf Viva Mikis 85
- 2010: Desateur auf Bundeswehrfreie Zone – Keine Menschen, keinen Cent für ihren Krieg
- 2016: Espoir auf Refugees Welcome – Gegen jeden Rassismus